# Roger Byrne
Roger Byrne (Manchester, 8 februari 1929 – München, 6 februari 1958) was een Engels voetballer. Hij kwam om tijdens de vliegramp van München.

## Carrière
Byrne sloot zich in 1949 aan bij Manchester United, waar hij in 1951 aansloot bij het eerste elftal. Hij speelde 245 wedstrijden voor het eerste elftal en was tussen 1953 en 1958 zelfs aanvoerder van de ploeg. Hij speelde tussen 1954 en 1957 ook 33 interlands voor Engeland. Byrne kwam echter om het leven bij een vliegtuigramp na een wedstrijd in Joegoslavië.

## Erelijst
- Landskampioen: 1952, 1956, 1957
- Winnaar Charity Shield: 1952, 1956, 1957